# Courbe isosonique

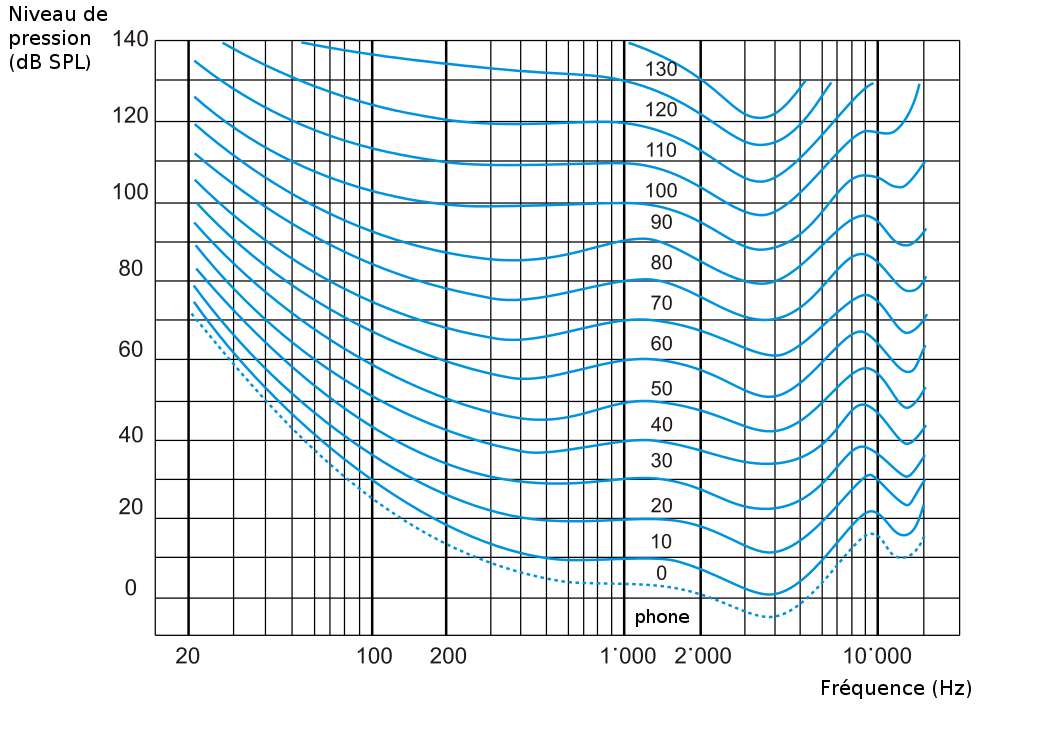
Lignes isosoniques normales selon la norme ISO 226:2003.

Une ligne isosonique, ou  courbe isosonique ou courbe d'isosonie, illustre la différence d'intensité sonore perçue par l'être humain entre les sons graves et les sons aigus pour une puissance acoustique identique. Elle est le lieu des points de même sonie quand la fréquence varie,, c'est-à-dire provoquant la même sensation d'intensité sonore pour l'humain.
Les courbes permettent de passer, pour des sons purs continus (correspondant à des signaux sinusoïdaux), de la mesure physique en décibels par rapport à une pression acoustique de 20 micropascals (dB SPL) à une évaluation de la sonie en phone : pour chaque fréquence, il suffit d'ajouter la différence entre le niveau de la courbe à la fréquence du son et son niveau à 1 000 Hz pour passer des dB SPL aux phones. Pour passer aux sones il faut appliquer une correction supplémentaire. La sonie des sons complexes se calcule par une des méthodes qu'indique la norme ISO 532.
Les courbes isosoniques rendent compte de la sensibilité du système auditif humain entre des fréquences allant de 20 Hz à un maximum d'environ 14 000 Hz. Dans cette gamme de fréquences, la sensibilité est supérieure entre 1 000 et 5 000 Hz. Cela est dû principalement à la résonance du canal auditif et à la fonction de transfert des osselets dans l'oreille moyenne. L'étendue de fréquences audibles diminue cependant avec l'âge avec le phénomène de presbyacousie.
Le principe de la mesure consiste à faire entendre aux sujets des sons purs (sinusoïdaux) à différentes fréquences et par incréments de 10 dB. On fait également entendre aux sujets un son pur de référence à 1 000 Hz. On ajuste l'intensité de ce dernier jusqu'à ce qu'il soit perçu au même niveau sonore que celui en test. Une moyenne des mesures sur les différents sujets est effectuée.
Les premières courbes isosoniques furent fondées sur les mesures effectuées par Kingsbury en 1927. Puis les courbes publiées par Fletcher et Munson en 1933 furent utilisées pendant plusieurs années avant d'être remplacées par les mesures de Robinson et Dadson en 1956. En raison de divergences entre les mesures anciennes et les récentes, l'Organisation internationale de normalisation (ISO) a actualisé, la norme ISO 226 en 2003, en s'appuyant sur plusieurs études de chercheurs japonais, allemands, danois, britanniques et nord-américains.